# Flik 40
La Fliegerkompanie 40 (abbreviata in Flik 40) era una delle squadriglie della Kaiserliche und Königliche Luftfahrtruppen.

## Storia

### Prima guerra mondiale
La squadriglia fu creata a Strasshof an der Nordbahn in Austria e dopo l'addestramento il 25 gennaio 1917 fu diretta a Bistrița, in Transilvania e poi a Gălăneşti nel Distretto di Suceava. Il 25 luglio 1917, l'intera forza aerea fu riorganizzata; in questo processo, la squadriglia ha ricevuto compiti da ricognizione divisionale (chiamata Divisions-Kompanie 40, Flik 40D). Dopo l'armistizio del Trattato di Brest-Litovsk con i russi, fu trasferita sul fronte italiano nella sesta armata, dove aveva la sua base a Pordenone. Nel settembre 1918, durante un'altra riorganizzazione, venne addestrata come unità da ricognizione fotografica (Photoaufklärer-Kompanie 40, Flik 40P); in quel momento partì al campo di San Giacomo di Veglia dove al 15 ottobre disponeva di 1 Phönix D.I, 6 Aviatik D.I e 1 Albatros D.III.
Dopo la guerra, l'intera aviazione austriaca fu liquidata.